# Водоканал (Нижний Новгород)
АО «Нижегородский водоканал» (Акционерное общество «Нижегородский водоканал») — одно из крупнейших предприятий Российской Федерации в области водоснабжения и водоотведения, эксплуатирующее и обслуживающее водопроводные и канализационные сети Нижнего Новгорода и Кстовского района. Сегодня потребителями услуг предприятия являются более 1,3 миллиона человек.

## История

### Дореволюционный период
Несмотря на то, что Нижний Новгород расположен на слиянии двух крупных рек, жители его нагорной части вплоть до середины XIX века испытывали острый недостаток питьевой воды. Зажиточным нижегородцам воду доставляли слуги из ключей на Волжском и Окском откосах, а обычных жителей города выручали пруды — Чёрный, Звездинский — и речки — Почайна, Ковалиха и другие. Но если зимой проблем с водой почти не возникало, то летом водоёмы мелели и загрязнялись стоками, а подъём воды по волжским и окским склонам на 100—200 метров вверх был достаточно трудоёмкой задачей.
В разное время над решением этой проблемы размышляли и знаменитый нижегородский механик-самоучка Кулибин, и канцлер граф Румянцев. Последний в 1816 году занимался переносом Макарьевской ярмарки в Нижний Новгород. Первоначально Румянцев предлагал расположить её в районе Панских бугров — территория между селом Высоковым, Казанской заставою, Печерским (Вознесенским) монастырём и обустроить там водоподъёмные спуски. Несмотря на то, что подъём воды предполагалось осуществлять с помощью животных, проект оказался слишком дорогим, а потому был в итоге оставлен.
Первый проект создания автоматизированной системы подачи воды в верхнюю часть города представил в 1835 году механик, имя которого до нас, к сожалению, не дошло. Проект предполагал, что вода будет забираться из Оки и Волги, подниматься наверх с помощью механических машин и собираться там в специальных резервуарах. И хотя частью горожан идея была одобрена, представители большинства городских домохозяйств не захотели складываться по сто рублей на строительство. Ещё один подобный нереализованный проект принадлежал купцу Блюмбергу. Особенностью проекта было то, что резервуар для хранения воды предполагалось разместить в Дмитровской башне кремля.

#### Первый нагорный водопровод

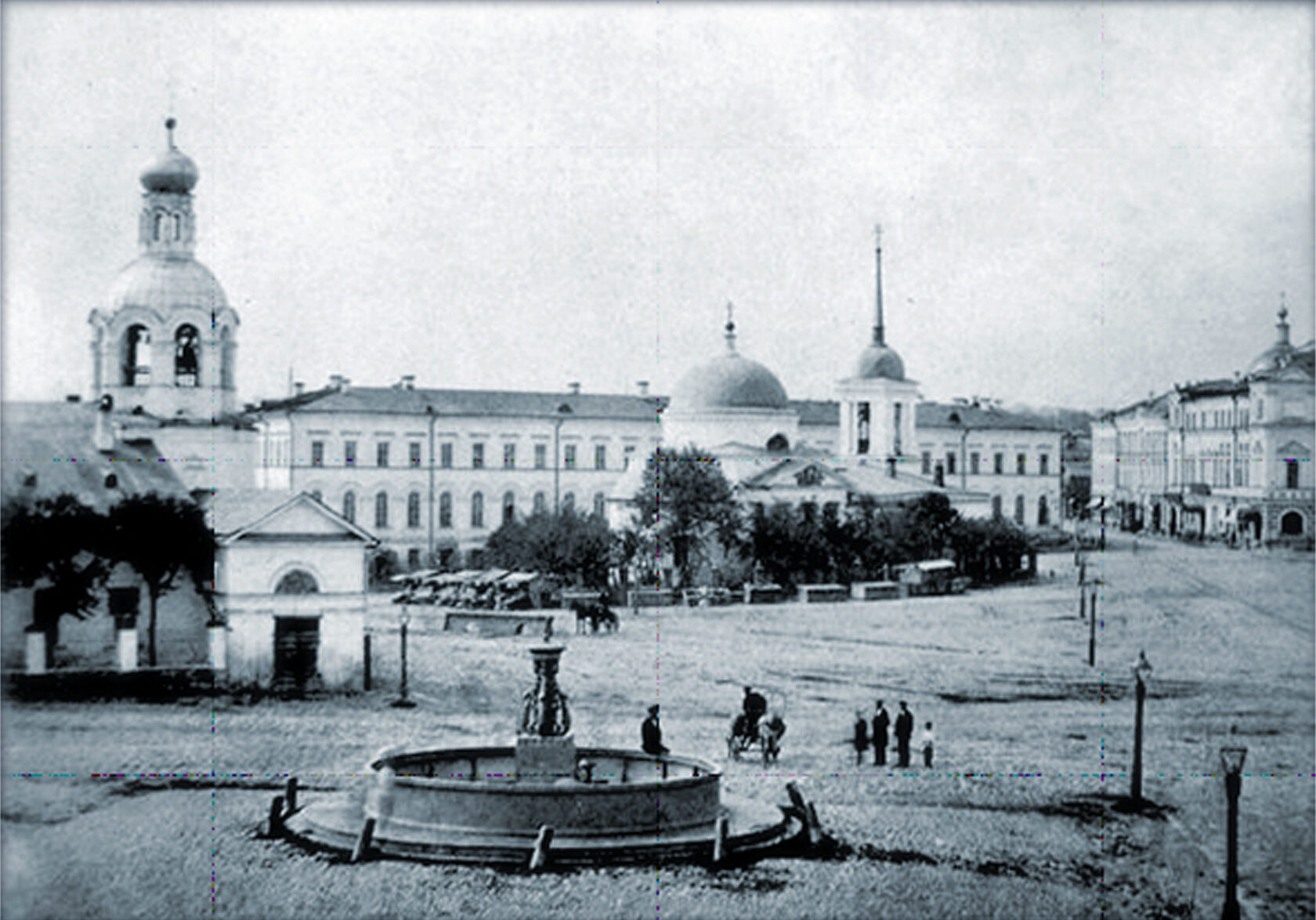
Фонтан на Благовещенской площади

Вопрос организации водопровода в Нижнем Новгороде стал обсуждаться после назначения генерал-губернатором князя Михаила Александровича Урусова. 10 мая 1846 года Главноуправляющий Путей Сообщения и Публичных Зданий директивным отношением за № 7360 сообщил Нижегородской Губернской Строительной Комиссии, что поручил генерал-майору Гермесу, инженер-полковнику Шембелю и барону Дельвигу изыскать и определить, каким образом можно снабдить верхнюю часть города водою, составить проект и исчисление издержек, представить проект Нижегородскому Военному Губернатору. В результате проведённых изысканий инженер-полковник Дельвиг представил проект в Петербург и получил утверждение Министром внутренних дел и императором Николаем I. Необходимую для постройки водопровода сумму взяли из неизрасходованных на разные нужды средств: на строительство казарм (23 тысячи рублей серебром), на ремонт стены кремля (7 тысяч рублей), а также пожертвованных в разное время на украшение города (11 тысяч рублей).
Строительство водопровода по проекту барона Андрея Ивановича Дельвига началось 01 июля 1846 года. В этот день были заложены здание водоподъемной станции и фонтан на Благовещенской площади. Строительство продлилось чуть больше года, закончившись 28 сентября 1847 года. Открытие первого нижегородского водопровода состоялось 01 октября 1847 года.
Первый нижегородский водопровод собирал воду не из Волги, а из двенадцати родников, расположенных на Волжском откосе на территории от Кремля до Красных казарм. Кирпичное здание насосной станции располагалось на небольшой площадке в месте схождения Георгиевского и Казанского съездов. При станции находились мастерские, склады, дровяной двор и жилые дома для работников. По отводным деревянным трубам вода поступала в большой каменный бассейн, из которого перекачивалась вверх паровыми машинами Уатта. Две паровые машины системы Уатта обеспечивали подачу 5 тысяч ведер воды в сутки. Вода поднималась от станции по Волжскому откосу через Александровский сад по четырём чугунным напорным трубам к Мартыновской больнице. Через больничные огороды трубы подводились к пересечению улиц Жуковской и Мартыновской. Здесь был поставлен первый водоразборный резервуар, куда жители окрестных улиц могли приходить набирать воду для водных процедур и питья.
Дальше водопровод шёл по улице Жуковской, проходил через Благовещенскую площадь и заканчивался деревянной сверленой трубой. По этой трубе вода подавалась в дом губернатора в Нижегородском кремле. В то время это был единственный в Нижнем Новгороде индивидуальный домовой водопровод. Остальные жители набирали воду из резервуара на Жуковской улице и фонтана на Благовещенской площади. До сих пор существующий на площади Минина и Пожарского фонтан был создан не для украшения города, а исключительно для практических нужд.

#### Второй нагорный водопровод

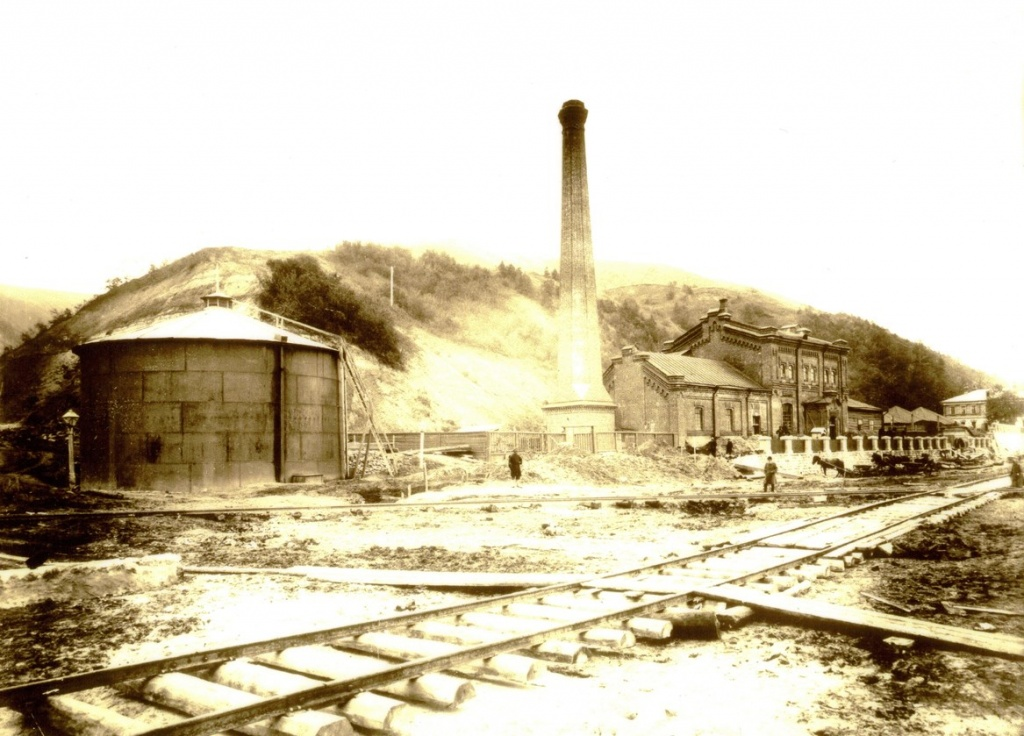
Комплекс зданий Куйбышевской водокачки

Ещё в 1859 году инженер-полковник Стремоухов докладывал Строительной Комиссии о плачевном состоянии первой нижегородской насосной станции, паровых машин и труб. Из-за износа сетей, а также нерадивости в течение 15-ти лет обслуживавшей водопровод воинской команды, город по нескольку дней оставался без воды. Просуществовав почти 30 лет, первый водопровод к середине 1870-х годов окончательно пришёл в негодность. Но денег на новое строительство в городской казне долгое время не было, поэтому конкурс на лучший инженерный проект второго нагорного водопровода был объявлен только в 1876 году.
Из полученных от предпринимателей Нижнего Новгорода семи проектов были отобраны три наиболее удачных, из которых в 1877 году и определили победителя. Им стал проект инженера Маллисона. В то же году приступили к строительству. Водозаборная станция, позднее получившая название Куйбышевской, была построена на берегу реки Оки за два года. В самом начале работы станции забор воды производили и из расположенных на откосах родников и из Оки. Позднее из-за истощения и загрязнения грунтовых вод стали брать воду только из реки. Напорные емкости размещались на трёх «ярусах»: первый — набережные, второй — территории вдоль откосов, третий — удалённые от кремля улицы.
Однако в 1879 году водопровод так и не запустили: заказанное из Англии дорогое оборудование не смогло обеспечить необходимый напор. Городские власти обратились к местным производителям и после переговоров заключили договор с заводом Курбатова. Оборудование для насосной станции было изготовлено в течение года по чертежам и под руководством знаменитого нижегородского инженера-самоучки Василия Калашникова. Пуск второго нагорного водопровода состоялся 14 декабря 1880 года. Водопроводная станция второго нагорного водопровода, позднее переименованная в «Куйбышевскую», прослужила городу 108 лет и была закрыта только в 1988 году.

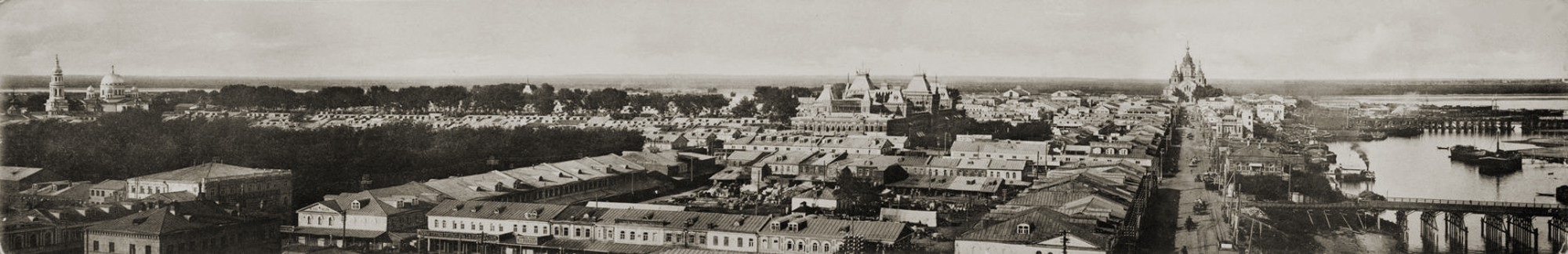
Панорама Нижегородской ярмарки

#### Водопровод Нижегородской ярмарки
Ярмарка в 19 веке административно не подчинялась Нижнему Новгороду и была чем-то вроде города в городе со своим бюджетом и органами самоуправления. Приезжавшие на ярмарку в сезон торговли до 100 тысяч человек нуждались в воде. Также вода нужна была для хозяйственных нужд и организации противопожарной безопасности. Попытки бурения скважин на территории ярмарки показали, что грунтовые воды там плохого качества.
Рассмотренный на заседании ярморочного комитета в 1868 году проект предусматривал забор воды из Волги, постройку водонапорной башни и прокладку труб практически у поверхности земли. Последнее было связано с тем, что ярмарочный водопровод, как и сама ярмарка, был сезонным и не использовался зимой. Также важно отметить, что в связи с риском возникновения и быстрого распространения на ярмарке эпидемий, контроль за качеством воды на первом заречном водопроводе с был на высоком уровне. Здесь в 1910 году впервые в истории водоснабжения Нижнего Новгорода (и России) было применено хлорирование воды.

#### Водопровод Канавино
До 1891 года жители Канавино получали воду от ярморочного водопровода. Однако если в 1870-е годы арендная плата за его использование составляла 1000—1800 рублей в год, то в 1890 году Ярмарочный комитет потребовал с городских властей оплату в размере 12 000 рублей. Учитывая тот факт, что ярмарочный водопровод был сезонным, повышение цены стало далеко не первым поводом для жителей Канавино задуматься о собственном водопроводе. В том же году Городская Дума дала поручение Водопроводной Комиссии «изыскать способы постройки водопровода», а чуть позже из трёх полученных заявок выбрала проект завода «Добровых и Набгольц», и началось строительство.
Канавинский водопровод был построен менее чем за год, однако сразу же после запуска обнаружилось, что вода из Окского затона непригодна для питья. Обоснованность жалоб жителей, получавших воду из нового водопровода, подтвердили врачебное отделение Губернского Правления и Медицинский Совет Министерства Внутренних Дел. Вода в Окском затоне была загрязнена «клоачной жидкостью», поэтому решено было брать воду из Оки. Строительство заняло десять лет, в течение которых — с 1892 по 1902 годы — работала временная водозаборная линия. Два раз в год — поздней осенью и весной — её пересобирали из летнего режима в зимний и обратно. Только в 1902 году новый водозабор из Оки, дополненный механическим фильтром системы Джуэлля, был пущен в эксплуатацию.

### Водоканал в 1920—1940-е годы

#### Строительство сормовского водопровода

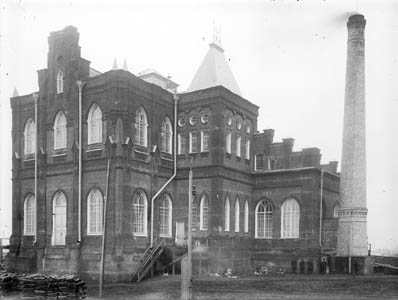
Водопроводная станция Сормовского завода

Преобразованное в 1919 году в отдельный город, Сормово не имело своего водопровода вплоть до 1927 года. В состав водопровода входили насосная и фильтровальная станции, водонапорная башня и водопроводная сеть протяжённостью 6 километров (в 1928 году уже 17 километров). Волжская вода поступала на фильтрацию от водокачки завода «Красное Сормово». В 1928 году Сормово входит в состав Нижнего Новгорода, а сормовский водопровод наряду с канавинским становится частью треста «Водоканализация», до этого обслуживавшего только нагорную часть.

#### Горьковский водопровод в период первых трёх сталинских пятилеток
В последующие годы городская водопроводная сеть активно развивалась. В первую очередь в заречной части города, так как именно там росли уже существующие производства и строились новые. Так, например, в 1930 году в районе посёлка Первомаевка, выше Молитовского затона была сдана в эксплуатацию Первомаевская водопроводная станция, обеспечившая водой Канавино, а позже и Сормово. Для снабжения Горьковского автозавода в 1932 году была построена своя водопроводная станция — Автозаводская. В 1935 году город также начал получать от неё порядка 15 000 кубометров воды. Тем не менее из-за высоких темпов развития промышленности водопроводной сети не удавалось догнать темпы роста населения. С 1928 по 1932 гг. подача воды увеличилась почти на 46 %, а рост населения города (не считая Автозавода) — на 49 %. К началу сороковых годов мощность нагорного водопровода была увеличена до 30 000 кубометров, а заречного до 70 000 кубометров воды, что было соответственно в 4 и 28 раза выше дореволюционных показателей. Протяжённость водопроводной сети также увеличилась до 320 километров, став в 4 раза длиннее, чем в 1917 году.

### Водоканал в 1950—1990-е годы

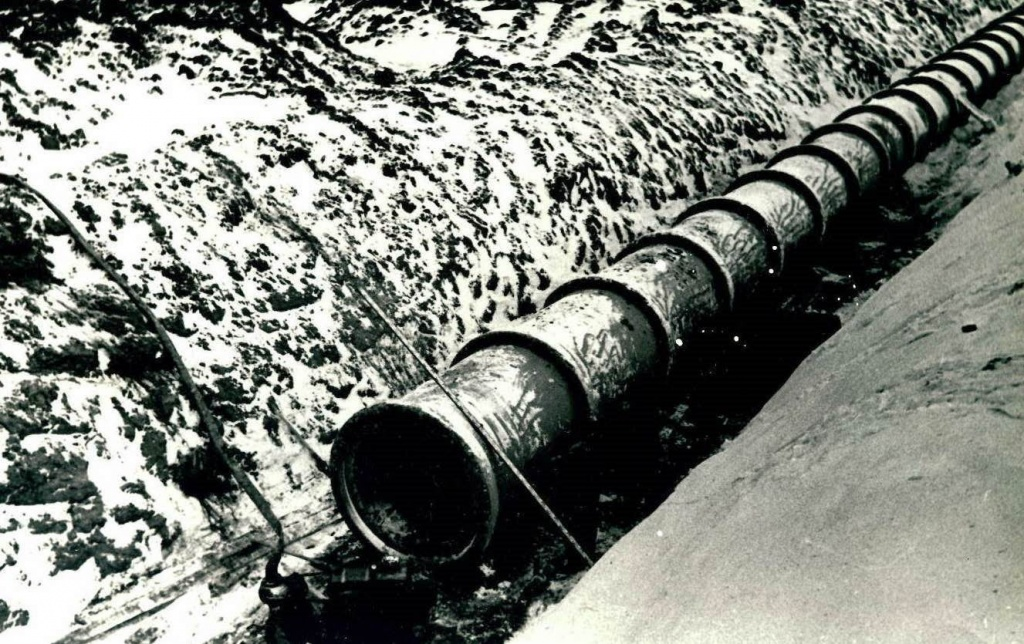
Прокладка канализационной трубы

С 1950-х по 1990-е годы водное хозяйство Нижнего Новгорода претерпело значительную трансформацию. Во-первых, менялись название и структура организации: в 1965 году было создано производственное управление водопроводно-канализационного хозяйства Горьковского Горисполкома, в 1988 году оно было преобразовано в городское производственное объединение «Водоканал», а в 1992 году в муниципальное предприятие «Водоканал». Во-вторых, в эти годы были построены и введены в эксплуатацию новые водозаборные станции: Слудинская (1951—1973 гг.), «Малиновая гряда» (1979—1995 гг.) и Новосормовская (1957—1993 гг.). В-третьих, этот период ознаменовался постройкой Большой канализации.

#### Строительство Большой канализации
До 1968 года из 44-х различных бытовых и производственных стоков вся канализация Нижнего Новгорода неочищенной сливалась в Оку и Волгу. Утверждённый в 1967 году Генплан города предусматривал создание единой канализационной системы, выводящей стоки на очистные сооружения в Артёмовских лугах (Нижегородская станция аэрации). Построенная ускоренными темпами первая очередь очистных сооружений была запущена в 1975 году. Однако на этом строительные работы не были завершены и продолжились до 1990 года, когда станция вышла на проектную мощность в 1200 кубометров воды в сутки.

## Руководители предприятия
- 2021 г. — н.в. — Марков Павел Александрович
- 2018—2020 гг. — Николюк Николай Валерьевич
- 2018 г. — Белов Сергей Викторович
- 2016—2017 гг. — Прохорчев Александр Юрьевич
- 2015—2016 гг. — Попов Александр
- 2011—2014 гг. — Байер Александр Александрович
- 2010—2011 гг. — Агафонов Сергей Александрович
- 2004—2010 гг. — Павлов Андрей Алексеевич
- 1990—2004 гг. — Гаранин Юрий Анатольевич
- 1987—1990 гг. — Рястеряев Вячеслав Алексеевич
- 1966—1987 гг. — Привалов Кирилл Зиновьевич
- 1953—1966 гг. — Васильев Алексей Николаевич
- 1942—1953 гг. — Трапезников Николай Иванович

## Современное состояние

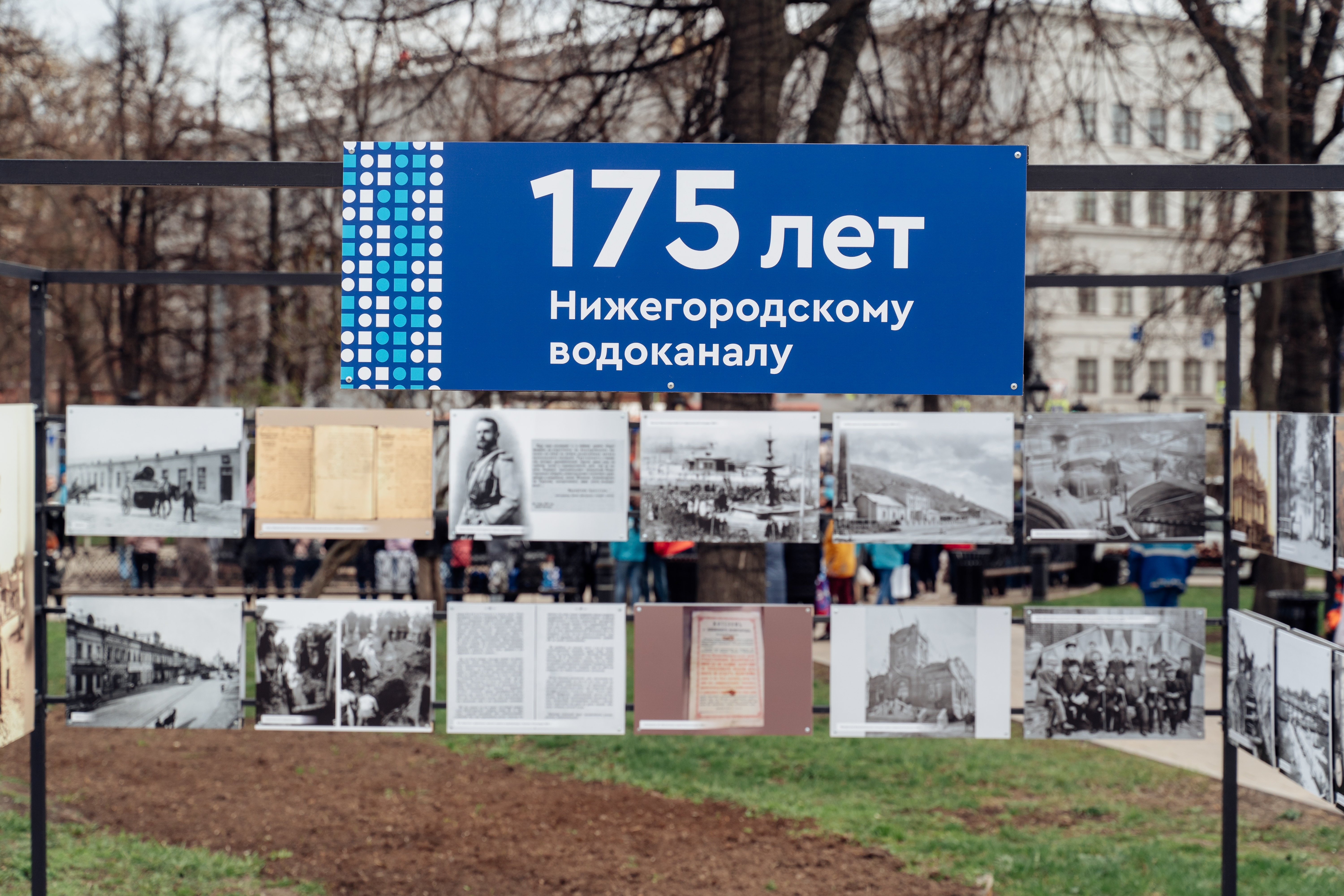
Выставка, посвящённая 175-летию Нижегородского «Водоканала»

На основании распоряжения Главы администрации города Нижнего Новгорода от 31.10.2006 г. № 3709 муниципальное предприятие города Нижнего Новгорода «Нижегородский водоканал» было преобразовано в Открытое Акционерное Общество «Нижегородский водоканал». C 14 декабря 2006 года организация зарегистрирована как АО «Нижегородский водоканал».
Протяженность водопроводных и канализационных сетей составляет более 3500 километров. В структуру предприятия входит свыше 60 подразделений. Результативность деятельности и высокое качество подаваемой воды обеспечивают более 3300 специалистов в области водоснабжения и водоотведения. Среднее количество поставляемой питьевой воды составляет 130 миллионов кубических метров в год.
Сейчас качество воды Нижегородского водоканала контролируют две центральные химико- бактериологических лаборатории: при Слудинской и Ново-Сормовской станциях. За сутки специалисты лабораторий выполняют порядка 1600 анализов качества воды, в год — больше 600 тысяч анализов. Питьевая вода контролируется на всех этапах водоподготовки, и в распределительной сети анализируется ежедневно более 500 контрольных точек по всем районам города. В работе используется больше 100 методик по 80 показателям, почти все методики внесены в область аккредитации лабораторий.

## Инфраструктура

### Технологические зоны

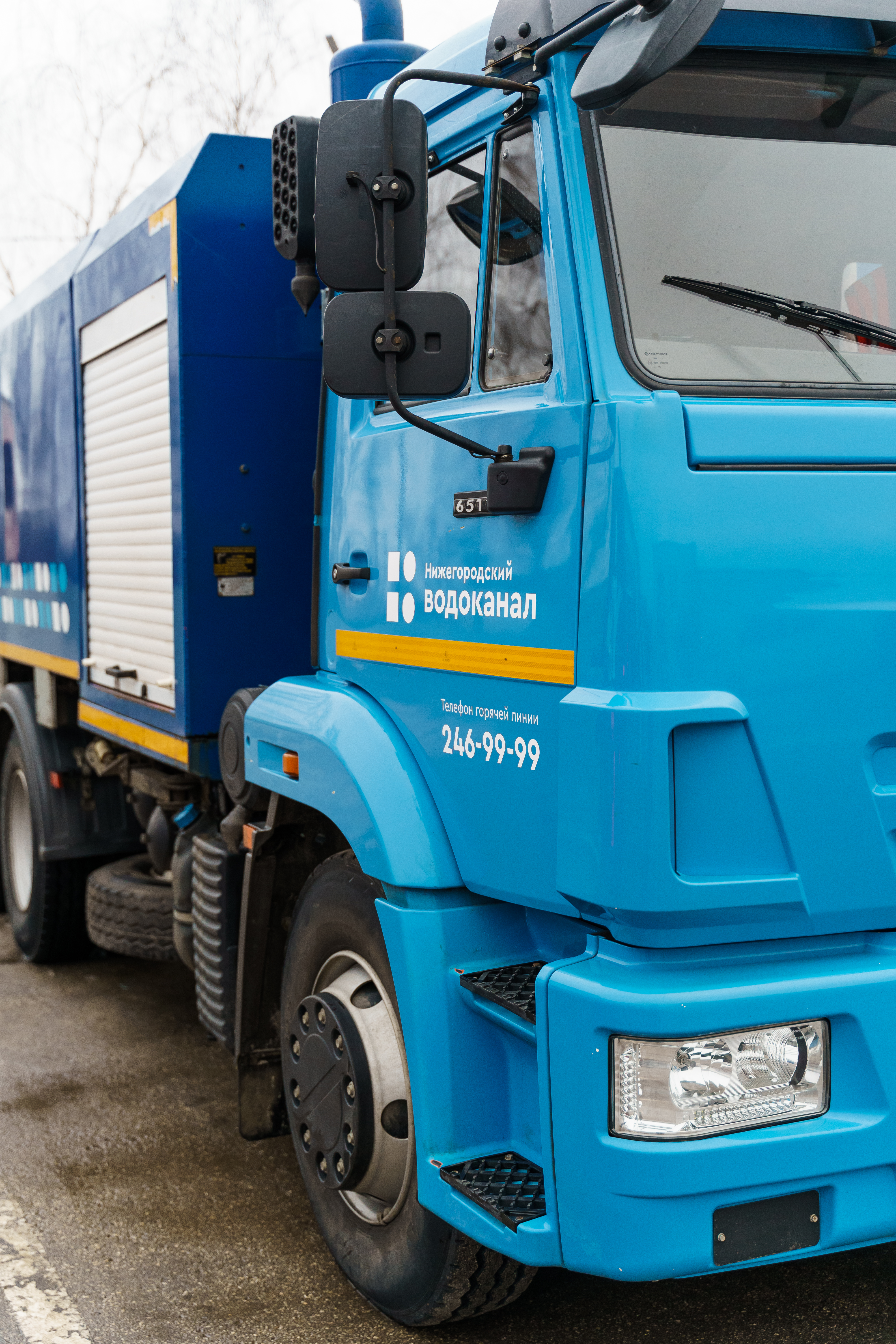
Автомобиль выездной бригады Нижегородского «Водоканала»

В соответствии с географическими особенностями расположения города водоснабжение также условно может быть разделено на две зоны, в каждой из которых существуют свои водозаборы, водопроводные сети, насосные станции. Зонирование хозяйства Нижегородского «Водоканала» соответствует делению города на части:
- Заречная часть, включающая Московский, Сормовский, Ленинский, Канавинский и Автозаводской районы.

- Нагорная часть, включающая Советский, Нижегородский и Приокский районы.

Водоснабжение нагорной части осуществляется из Оки, забор которой производят две водопроводные станции — «Слудинская» и «Малиновая гряда». Также в систему входят 10 резервуаров, 44 ВНС.
Заречную часть города снабжает водой Ново-Сормовская водопроводная станция с водозабором из реки Волги. В состав заречной сети Нижегородского «Водоканала» входят 7 резервуаров, 191 ВНС. Данная зона имеет большую по сравнению с нагорной площадь и не меньший перепад отметок высотности.

### Водопроводные станции
Снабжение водой Нижнего Новгорода и его пригородов осуществляют несколько водопроводных станций (ВС):
- Слудинская.

- «Малиновая гряда».

- Ново-Сормовская.

- Автозаводская ВС.

- «Березовая пойма».

Слудинская водопроводная станция функционирует с 1951 года. Забор воды осуществляется из Оки, подача — в Нижегородский и Советский районы. На станции используются двухступенчатые очистные сооружения — осветлители со слоем взвешенного осадка, в количестве двух секций и одна секция скорых фильтров и горизонтальных отстойников. Кроме того, на станции функционируют станция ультрафиолетового обеззараживания и цех производства озона. После водозаборного оголовка вода по самотечным трубопроводам доставляется на станцию насосной станцией первого подъёма.
«Малиновая гряда» снабжает чистой водой Приокский, часть Нижегородского и Советский районы города. Первая очередь станции запущена в 1976 году, а вторая — в 1985. Производительность водопроводной станции составляет 200 000 м3/сутки, забор проводится на правом берегу реки. Станция стала первым в Нижнем Новгороде водозаборным сооружением, где было налажено производство озона для обеззараживания воды. Кроме того с 2012 года на «Малиновой гряде» применяется обеззараживание воды с помощью ультрафиолета (используются три установки по 180 ультрафиолетовых ламп в каждой).
Ново-Сормовская водопроводная станция работает с 1957 года и осуществляет водозабор из реки Волги. Производительность станции на момент открытия составляла порядка 35 000 м3/сутки, в настоящее время увеличена до 385 000 м3/сутки. В 2011 году в смесителях станции были установлены ультразвуковые излучатели, которые позволили ускорить процессы коагуляции. На станции осуществляется предварительная аммонизация, хлорирование, коагулирование, очистка в горизонтальных отстойниках и скорых фильтрах. Перед подачей воды потребителям она также подвергается и вторичному хлорированию.
Автозаводская водопроводная станция была открыта с 1937 году. Станция производила забор воды из реки Оки и её двухступенчатую очистку. В настоящий момент станция находится в резерве и законсервирована. Промышленная Автозаводская станция до сих пор снабжает водой ОАО «ГАЗ» и на Автозаводскую ТЭЦ.
Открытая в 2001 году водопроводная станция «Березовая пойма» занимается водоснабжением одноимённого поселка в пригороде Нижнего Новгорода.